# Andrea Brillantes
Anndrew Blythe Daguio Gorostiza (Taytay, Rizal, 12 de março de 2003), mais conhecida como Andrea Brillantes, é uma atriz filipina. Ela é mais conhecida por seus papéis como a personagem principal em Annaliza e como Marga Bartolome em Kadenang Ginto.

## Filmografia

### Cinema
| Ano  | Título                  | Papel                                    |
| ---- | ----------------------- | ---------------------------------------- |
| 2019 | The Mall, The Merrier   | Morissette "Setset" Molina (adolescente) |
| 2019 | Wild Little Love        | Sam                                      |
| 2019 | The Ghosting            | Grace                                    |
| 2019 | Banal                   | Rithea "Thea" Del Rosario                |
| 2019 | Spark                   | Beth                                     |
| 2018 | Kahit Ayaw Mo Na        | Ally                                     |
| 2018 | Ang Dalawang Mrs. Reyes | Macey Reyes                              |
| 2015 | Everyday I Love You     | Jovem Audrey                             |
| 2015 | Crazy Beautiful You     | Nene                                     |
| 2013 | Momzillas               | Jovem Rina                               |
| 2010 | Father Jejemon          | N/A                                      |

### Televisão
| Ano          | Título                                   | Papel                                |
| ------------ | ---------------------------------------- | ------------------------------------ |
| 2021         | Huwag Kang Mangamba                      | Mira Cruz / Mira Santisimo           |
| 2018–2020    | Kadenang Ginto                           | Margaret "Marga" Mondragon-Bartolome |
| 2018         | Ipaglaban Mo: Dakip                      | Emily Angeles                        |
| 2018         | Bagani                                   | Jovem Matadora                       |
| 2017         | Wansapanataym: Louie's Biton             | Tori                                 |
| 2017–2018    | Ikaw Lang ang Iibigin                    | Stephanie "Steph" Reyes              |
| 2015–2016    | Pangako Sa 'Yo                           | Lia Buenavista                       |
| 2014–present | ASAP                                     | Ele mesma                            |
| 2014         | Hawak Kamay                              | Lorraine "Lorry" Magpantay-Agustin   |
| 2014         | Wanspanataym: My Guardian Angel          | Ylia Clemente Jimenez                |
| 2013–2014    | Annaliza                                 | Annaliza Querubin / Julie Benedicto  |
| 2013         | Istorifik: Kwentong Pidol's Fanstastik   | Emily                                |
| 2013         | Maalaala Mo Kaya: Bimpo                  | Jovem April                          |
| 2013         | Maalaala Mo Kaya: Marriage Contract      | Jovem Enez                           |
| 2013         | Bukas Na Lang Kita Mamahalin             | Jovem Amanda                         |
| 2012         | E-Boy                                    | Princess                             |
| 2012         | Nandito Ako                              | Jovem Anya                           |
| 2012         | Wansapanataym: Doll House                | Emily                                |
| 2012         | Wansapanataym: Da Revengers              | Isay                                 |
| 2012         | Pidol's Wonderland: Ang Pizza ni Fritzie | Maddie                               |
| 2012         | Ina, Kapatid, Anak                       | Jovem Celyn                          |
| 2012         | Kahit Puso'y Masugatan                   | Jovem Veronica                       |
| 2011         | Budoy                                    | Jovem Jackie                         |
| 2011         | Maalaala Mo Kaya: Stroller               | Angel                                |
| 2010         | Precious Hearts Romances Presents: Alyna | Sofia Alvaro                         |
| 2010–2013    | Goin' Bulilit                            | Ele mesma                            |